# Regine Sauter
Regine Sauter (Sciaffusa, 16 aprile 1966) è una politica svizzera del PLR.I Liberali Radicali (PLR), precedentemente del Partito Liberale Radicale. Dal 2015 è membro del Consiglio nazionale per il Canton Zurigo.

## Biografia
Da ottobre 2004 a novembre 2015 fece parte del Gran Consiglio del Canton Zurigo. Presentatasi alle elezioni federali del 2015, venne eletta Consigliera nazionale per il Canton Zurigo con 71 701 voti, ventisettesima tra i candidati eletti più votati del cantone. Alle elezioni federali del 2019 venne confermata con 64 357 preferenze, la ventisettesima candidata più votato. Anche alle elezioni federali del 2023 venne confermata risultando la ventunesima più votata con 76 445 preferenze.